# Пратапарудра II
Пратапарудра II (тел. ప్రతాపరుద్రుడు; д/н– 1323) — магараджа Держави Какатіїв в 1289—1323 роках. Також відомий як Рудрадева II.

## Життєпис
Онук магарані і раджакесарі Рудрамадеві. Син Махадеви з молодшої гілки Какатіїв, та Муммадамми — старшої доньки Рудрамадеві. Замолоду брав участь у військових кампаніях і управлінні під час панування своєї бабусі, що допомогло йому отримати визнання сановників та полководців після сходження на трон. Посів трон після загибелі Рудрамадеві у 1289 році.
Невдовзі виступив проти Амбадеви, що переміг Руджамадеві. Той став правителем області Неллоре. 1290 року вдалося завдати поразки Манумі Гандагопалі, васалу Анбадеві. 1291 року завдано поразки останньому, що відступив до регіону Мулікінаду. 1292 року завдано рішучої поразки Амбадеві, що загинув, але не вдалося захопити Мулікінаду.
1294 року почав війну проти Держави Сеунів, війська яких очолив ювараджа (спадкоємець) Сімгана. Але в цей час володіння Сеунів було атаковано Алаудіном, еміром Делійського султанату. Невдовзі за цим Пратапарудра II скористався поразкою чакравартіна Рамачандри та Сімганни від Алауддіна, відправивши військо на чолі із Гонавітхалою, що захопив фортеці Адавані і Тумбала (в сучасному окрузі Белларі), а також Манува і Халува в доабі (міжріччі) Райчур та саму місто-фортецю Райчур.
У 1298 році придушив повстання в області Неллоре. 1301 року Алауддін, що став султаном, відправив військом на чолі із Улугханом проти Пратапарудри II, але бойові дії швидко припинилися через раптову смерть Улугхана. У 1302 році делійські еміри Малік Джуну та Малік Чаджу знову атакували Державу Какатіїв, але їм було завдано рішучої поразки в битві біля Уппарапаллі.
Близько 1309 року вдалося захопити князівство Мулікінаду. 1310 року делійський емір Малік Кафур за підтримки Рамачандри Сеуна з потужним військом вдерся до Какатіїв. За цих обставин Пратапарудра II визнав зверхність султана та зобов'язався сплачувати данину. Невдовзі за цим вимушен був придушувати повстання своїх південних васалів, що намагалися здобути самостійність.
У 1311—1312 роках допомагав Маліку Кафуру у війні проти Віри Пандьї IV, володаря держави Пандья. На дяку за це правитель Какатіїв отримав важливе місто Канчі з навколишніми землями. 1316 року завдав поразки Віра Балалі III, магараджахіраджи Держави Хойсалів, та його союзникам — магараджам Падайвіду та Чандрагірі. За цим 1317 року завдав в битві біля Канчі поразки Віра Пандьї IV, закріпивши за собою раніше приєднані землі. Підтримував Сундару Пандью IV в боротьбі за владу в державі Пандья.
1318 року Пратапарудра II, правитель Какатіїв, кинув виклик своїм делійським господарям, відмовившись сплатити щорічну данину. Султан Кутб-уд-дін Мубарак відправив полководця Хусрохана, який перед тим ліквідував Державу Сеунів, проти Пратапарудри II. Останній не зміг гідно протидіяти, погодивши на зміну щорічної данини до 100 слонів і 12 000 коней. поступився 5 округами держави. Це спричинило повстання кумарарами, раджи Кампілі, що захопив південнозахідні землі Какатіїв. Пратапарудра II відправив військо, що завдало поразки кумарарамі, але не зміг приєднати до своїх володінь Кампілі, оскільки наштовхнувся на протидію Віра Балали III, магараджахіраджи Держави Хойсалів.
1323 року султан Ґіятх ал-Дін Туґлак відправив свого сина Улуг-хана, який швидко пройшов володіннями Какатіїв, взявши в облогу столицю Оругаллу. Але невдачі змусили супротивника відступити до Девагірі. Пратапарудра II вирішив, що загроза минула. Втім Улуг-ханн отримав підкріпленнями, з якими почав нову облогу Оругаллу, який було захоплено через 4 місяці.
Державу Какатіїв було приєднано до Делійського султанату. Улуг-хан відправив Пратапарудру та членів його родини до Делі, але той помер (або наклав на себе руки) на шляху на березі річки Нармада.